# Реча (комуна, Марамуреш)
Реча (рум. Recea) — комуна у повіті Марамуреш в Румунії. До складу комуни входять такі села (дані про населення за 2002 рік):
- Бозинта-Міке (423 особи)
- Лепушел (1386 осіб)
- Мочира (786 осіб)
- Реча (1112 осіб) — адміністративний центр комуни
- Сесар (1884 особи)

Комуна розташована на відстані 407 км на північний захід від Бухареста, 6 км на південний захід від Бая-Маре, 95 км на північ від Клуж-Напоки.

## Населення
За даними перепису населення 2002 року у комуні проживала 5591 особа.
Національний склад населення комуни:
| Національність | Кількість осіб | Відсоток |
| -------------- | -------------- | -------- |
| румуни         | 5255           | 94,0%    |
| угорці         | 253            | 4,5%     |
| цигани         | 77             | 1,4%     |
| українці       | 3              | 0,1%     |
| німці          | 2              | < 0,1%   |
| турки          | 1              | < 0,1%   |

Рідною мовою назвали:
| Мова       | Кількість осіб | Відсоток |
| ---------- | -------------- | -------- |
| румунська  | 5345           | 95,6%    |
| угорська   | 241            | 4,3%     |
| українська | 2              | < 0,1%   |
| німецька   | 2              | < 0,1%   |
| циганська  | 1              | < 0,1%   |

Склад населення комуни за віросповіданням:
| Релігія                                       | Кількість осіб | Відсоток |
| --------------------------------------------- | -------------- | -------- |
| православні                                   | 4851           | 86,8%    |
| греко-католики                                | 340            | 6,1%     |
| реформати                                     | 216            | 3,9%     |
| п'ятдесятники                                 | 100            | 1,8%     |
| римо-католики                                 | 24             | 0,4%     |
| не релігійні                                  | 6              | 0,1%     |
| бретрени                                      | 3              | 0,1%     |
| баптисти                                      | 1              | < 0,1%   |
| адвентисти                                    | 1              | < 0,1%   |
| мусульмани                                    | 1              | < 0,1%   |
| лютерани (Синодально-пресвітеріанська церква) | 1              | < 0,1%   |
| атеїсти                                       | 1              | < 0,1%   |
| не вказали релігію                            | 3              | 0,1%     |

## Зовнішні посилання
- Дані про комуну Реча на сайті Ghidul Primăriilor